# Brandon Larracuente

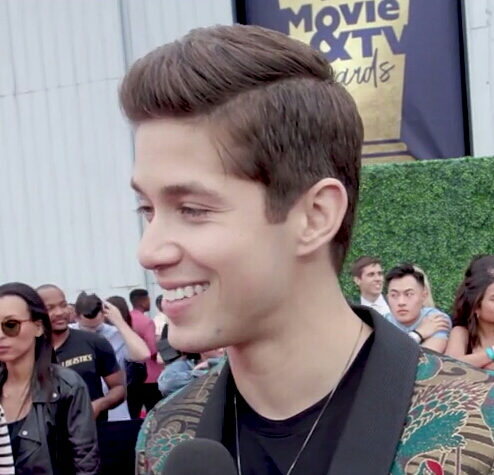
Brandon Larracuente (2018)

Brandon A. Larracuente (* 16. November 1994 in Mount Pleasant, New York) ist ein US-amerikanischer Schauspieler puerto-ricanischer Herkunft. Bekanntheit erlangte er vor allem durch seine Rollen aus den Serien Tote Mädchen lügen nicht und Bloodline.

## Leben und Karriere
Brandon Larracuente wurde im Stadtteil Pleasantville, der Stadt Mount Pleasant, als Sohn zweier Polizisten geboren. Bereits im Alter von vier Jahren stand er in seiner Heimatstadt auf der Theaterbühne. Mit acht Jahren trat er im Stück Desire am Off-Broadway auf. Auch in Werbespots war er zu sehen. Später zogen seine Eltern mit ihm nach Clermont, im Bundesstaat Florida, wo er in Orlando für eine Inszenierung des Kinderbuchs Charlie und die Schokoladenfabrik am Theater spielte. In Florida beendete Larracuente die High School und entschied sich erst im Anschluss daran, Vollzeit als Schauspieler zu arbeiten. Ein Grund für das Zögern lag darin, dass er Scham für seine Auftritte in Werbespots empfand.
Seine erste Rolle vor der Kamera übernahm er bereits 2008 als Jugendlicher mit einem Auftritt im Kurzfilm Havanna. 2011 spielte er die Rolle des Christopher im Independentfilm Missing 24 Hours. Auch anschließend daran trat er in Independentfilmen auf. 2015 wurde er, nach dem er an die Westküste nach Los Angeles zog, in der Netflix-Originalproduktion Bloodline als Ben Rayburn besetzt. In dieser Rolle trat er in allen der drei produzierten Staffeln auf. 2016 wurde er in einer kleinen Rolle im Film Max Steel besetzt. Ein Jahr darauf war er in der Filmkomödie Baywatch zu sehen. Larracuente war seit frühester Kindheit ein Fan des Hauptdarstellers und früheren Wrestling-Stars Dwayne Johnson. Mit sechs Jahren nahm ihn sein Vater zu einem Kampf Johnsons im New Yorker Madison Square Garden mit. Ebenfalls 2017 trat er als Mike im Film Bright auf und wurde zudem als Jeff Atkins in einer Nebenrolle in der Serie Tote Mädchen lügen nicht besetzt. Diese spielte er bis 2018. Bei beiden Produktionen handelte es sich ebenfalls im Netflix-Originale. 2020 übernahm er in der Serie Party of Five, die auf der gleichnamigen Serie aus den Jahren 1994 bis 2000 basiert, die Hauptrolle des Emilio Acosta.
Larracuente spricht neben Englisch fließend Spanisch und verlobte sich im November 2019 mit seiner langjährigen Freundin Jazmin Garcia.

## Filmografie (Auswahl)
- 2008: Havanna (Kurzfilm)
- 2011: Shadow Speak (Kurzfilm)
- 2011: Missing 24 Hours
- 2012: Cross Threads (Kurzfilm)
- 2013: The Glades (Fernsehserie, Episode 4x12)
- 2013: The Investigator
- 2013: Last Vegas
- 2014: Emma, einfach magisch! (Every Witch Way, Fernsehserie, Episode 1x03)
- 2014: Pembroke Circle
- 2014: Constantine (Fernsehserie, Episode 1x08)
- 2015: Turtle Tale
- 2015–2017: Bloodline (Fernsehserie, 18 Episoden)
- 2016: City of Mermaids (Kurzfilm)
- 2016: Max Steel
- 2017: Baywatch
- 2017: Bright
- 2017: Versus (Fernsehserie, 6 Episoden)
- 2017–2018: Tote Mädchen lügen nicht (13 Reasons Why, Fernsehserie, 7 Episoden)
- 2019: Confessional
- 2019: Remember Me
- 2020: Party of Five (Fernsehserie, 10 Episoden)
- 2020: What We Found
- 2025: On Call